# مارك ديفيس (لاعب كرة قدم)
مارك ديفيس (بالإنجليزية: Mark Davis)‏ هو لاعب كرة قدم بريطاني في مركز الوسط، ولد في 12 أكتوبر 1969 في Wallsend ‏ في المملكة المتحدة. لعب مع دارلينجتون إف سى.